# Naranbulag járás
Naranbulag járás (mongol nyelven: Наранбулаг сум) Mongólia Uvsz tartományának egyik járása. Területe 5300 km². Népessége kb. 5200 fő.
Székhelye Naranbulag (Наранбулаг), mely 85 km-re délkeletre fekszik Ulángom tartományi székhelytől.